# WinDev
 (juin 2019).
Si vous disposez d'ouvrages ou d'articles de référence ou si vous connaissez des sites web de qualité traitant du thème abordé ici, merci de compléter l'article en donnant les références utiles à sa vérifiabilité et en les liant à la section « Notes et références ».
WinDev est un atelier de génie logiciel (AGL) édité par la société française PC SOFTdésormais détenue par l’actionnaire canadien Constellation Software Inc. PC SOFT a mis fin aux licences perpétuelles, imposant désormais un abonnement pour accéder aux sources. Windev est conçu pour développer des applications, principalement orientées données pour Windows et également pour Linux, .NET et Java. Il propose son propre langage : le WLangage. La première version de WinDev est sortie en 1993.
WebDev (pour la conception d'applications web) et WinDev Mobile (pour la conception d'applications mobiles) lui sont apparentés.

## Présentation
WinDev inclut en standard un ensemble d'éditeurs qui composent l'Atelier de Génie Logiciel : éditeur d'analyse (description des données), éditeur de fenêtres, éditeur de requêtes SQL, éditeur d'états, éditeur de tests automatisés, éditeur d'aide, éditeur d'images, éditeur UML, éditeur de code, éditeur de télémétrie, robot de surveillance, audit d'application, éditeur de dossier RGPD, etc.
Sous WinDev, les fenêtres et états sont typiquement créés à l'aide d'un éditeur visuel. Les différents champs sont créés sous l'éditeur, et leurs paramètres sont définis à l'aide d'assistants de paramétrage visuels nommés « 7 onglets ». Chaque champ dispose en moyenne d'une centaine de paramètres. Cet éditeur ne génère pas de code mais crée un objet WinDev (fenêtre ou état).
WinDev utilise son propre langage de programmation, le WLangage.
L'éditeur d'interface graphique permet de créer des IHM par glisser-déplacer. Il permet également de choisir un modèle de thème graphique parmi un ensemble proposé et d'en créer de nouveaux.
Bien que prévu initialement pour Windows, WinDev supporte aussi GNU/Linux pour les applications avec et sans interface graphique, mais aussi Mac OS X (via archives Java) . Cependant, l'environnement de développement supporte uniquement Windows.
WebDev et WinDev Mobile permettent d'utiliser le même langage de programmation (WLangage), et les mêmes concepts (analyse, fenêtre, états, composants, classes…), pour la génération de sites Web et d'applications mobiles.
WinDev utilise des formats de fichier propriétaire sous forme binaire et son propre gestionnaire de source maison (GDS). Cependant il est possible depuis la version 25 d'enregistrer les fichiers en mode "texte" et donc d'utiliser un système de contrôle de version standard comme Git par exemple. Cependant, la version "texte des fichiers ainsi versionnés n'est pas destinée à être lue ou manipulée par un humain. Il s'agit d'une représentation qui conserve le caractère fermé et propriétaire, mais qui utilise un format compatible avec des systèmes de contrôle de version standard.
La programmation s'effectue typiquement dans les composants graphiques, en saisissant directement le code dans les événements proposés.
WinDev est livré avec la base de données HFSQL. La diffusion illimitée du moteur HFSQL est libre et gratuite avec les applications WinDev. HFSQL est disponible en mode Client / Serveur, Réseau, Local, Embarqué, Mobile et Cloud. HFSQL fonctionne sous Windows, Linux et sur Mobile (iOS, Android et Windows).
WinDev propose d'autres modes d'exécution des requêtes SQL en fonction du type d'accès effectué à la base de données (en plus de HFSQL).
- Accès par un connecteur natif (accès natif) : AS/400 & IBM i, Oracle, SQL Server, DB2, Sybase, MySQL, xBase, Informix, Progress, PostgreSQL, Access, SQLite, MariaDB
- Accès par un driver ODBC direct
- Accès ODBC via le provider OLE DB
- Accès par un provider OLE DB

## Intégration
Par défaut, pour la manipulation d'un projet, comme déjà indiqué plus haut, les différents fichiers d'un projet ne peuvent être ouverts qu'avec WinDev (ou WebDev ou WinDev mobile) car ce sont des fichiers binaires et non pas des fichiers « texte ».
Mais une option permet désormais de sauver les fichiers au format texte (uniquement le code, pas les propriétés des objets). Cette option n'est pas disponible dans la version de base gratuite.

## Polémiques
WinDev est particulièrement connu et souvent critiqué pour sa communication présentant des femmes pin-up et quelques fois des hommes dans des tenues « sexy », par exemple en train de coder en maillot de bain. Le 3 janvier 2017, le Jury de déontologie publicitaire, saisi de plusieurs plaintes, statue que le catalogue de vente de WinDev 22 ne respecte pas les règles de l'ARPP, il « utilise ainsi le corps de la femme comme faire valoir d’un produit sans rapport avec le corps, et réduit ainsi les femmes à la fonction d’objet, voire d’objet sexuel, portant atteinte de ce fait à leur dignité ». Malgré cette position du Jury de déontologie publicitaire, l'éditeur continue encore à ce jour (2024) à réduire les femmes à leur corps et à les utiliser comme faire-valoir.[réf. nécessaire]
WinDev est très peu répandu hors de France, ce dont témoigne par exemple l'index TIOBE qui n'a jamais indiqué le WLangage parmi les 250 langages de programmation les plus notables.
En 2025, PC Soft est rachetée par un fonds d’investissement canadien. À la suite de cette acquisition, l’entreprise met fin à la vente de licences perpétuelles pour l’ensemble de ses produits, en faveur d’un modèle par abonnement de type SaaS (Software as a Service). Cette transition implique que les utilisateurs perdent l'accès au code source en cas d'interruption de leur abonnement ou en cas de défaillance de l’éditeur. Ce changement suscite un vif mécontentement au sein de la communauté des développeurs, dont une partie se regroupe sous le nom d'association Wx Alliance, dans le but de défendre l’accès libre et pérenne au code source[source insuffisante].